# Saint-Coulomb
Saint-Coulomb est une commune française située dans le département d'Ille-et-Vilaine en région Bretagne, peuplée de 2 970 habitants.
Malgré ses 14,55 km de côtes et quatre belles plages (les Chevrets, les Dunes du Port, Roz-Ven et l'anse du Guesclin), la commune a un rôle touristique assez mineur en comparaison des grands centres touristiques que sont les villes limitrophes de Saint-Malo et de Cancale. Il faut cependant signaler le camping de la Guimorais, implanté en bordure de la plage des Chevrets.

## Géographie

### Localisation
Saint-Coulomb est un village  de Bretagne, entre Saint-Malo et Cancale. Située le long des côtes de la Manche, cette commune est principalement tournée vers l'agriculture.

### Communes limitrophes
|            | La Manche              |         |
| Saint-Malo | Saint-Coulomb          | Cancale |
|            | Saint-Méloir-des-Ondes |         |

### Géologie et relief, hydrographie
La superficie de la commune est de 1 804 hectares. Son altitude varie entre 0 mètre au niveau de la mer et 52 mètres dans le sud-est de la commune (Le Préau). Les falaises de la pointe du Meinga et celles de la pointe du Nid culminent à 40 mètres. Le sémaphore de l'île Besnard est à 44 mètres.

### Flore et faune
Du point de vue de la richesse de la flore, Saint-Coulomb est à la première place des communes du département possédant dans leurs différents biotopes le plus de taxons, soit 670 pour une moyenne communale de 348 taxons et un total départemental de 1 373 taxons (118 familles). On compte notamment 88 taxons à forte valeur patrimoniale (total de 207) ; 52 taxons protégés et 59 appartenant à la liste rouge du Massif armoricain (total départemental de 237).

### Villages, hameaux, écarts, lieux-dits

#### Principaux villages
- Tannée.
- St Vincent
- La Guimorais

#### Lieux-dits côtiers
Les activités étant essentiellement agricoles, il y avait peu de marins sur la commune et tous partaient à la grande pêche à Terre-Neuve. Cependant une tradition de pêche au bas de l'eau amateur perdure sur l'estran, sur les cailloux à la côte ou sur ceux proches en mer. 

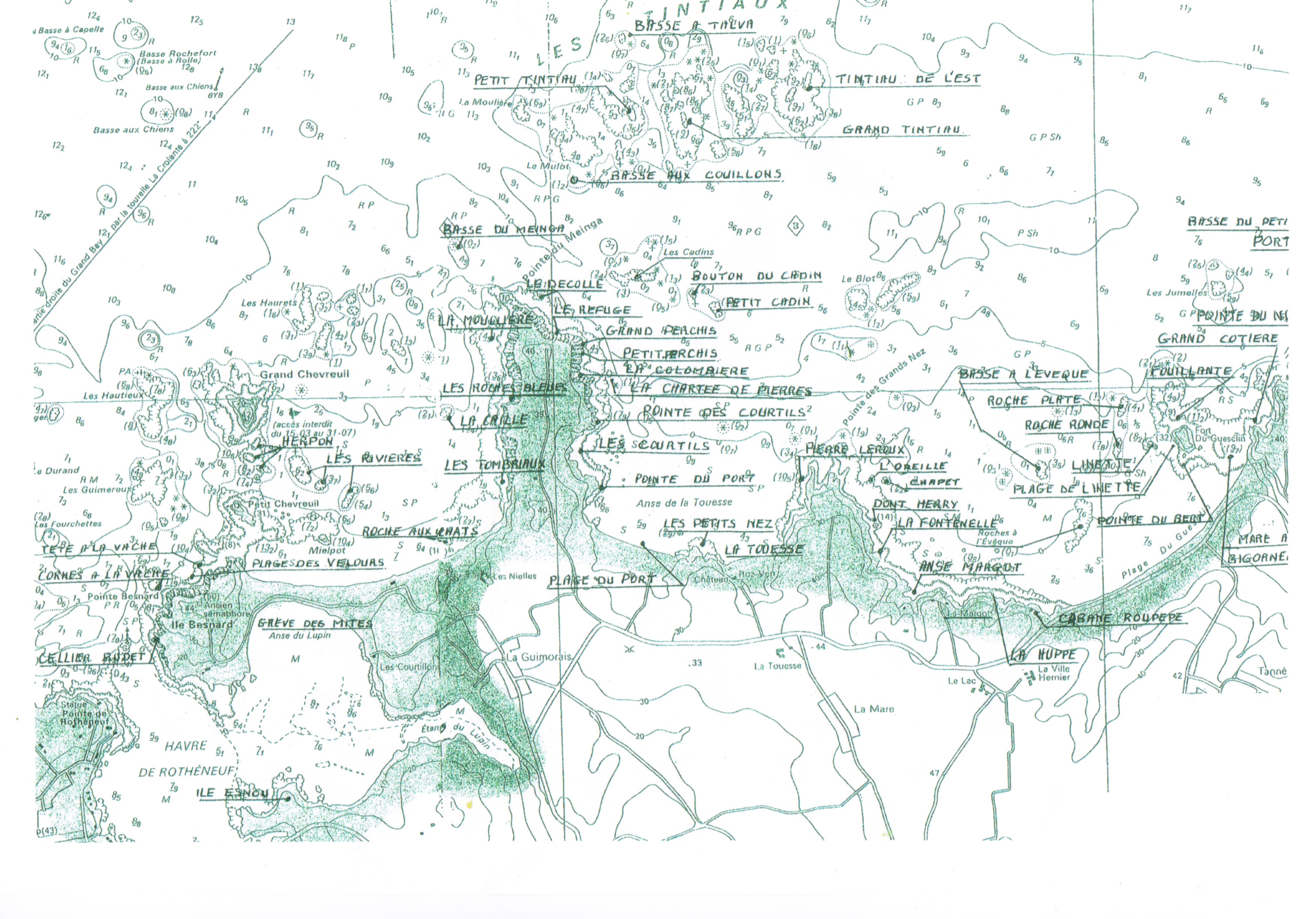
Lieux de pêche de Saint-Coulomb

Un membre de l'association des pêcheurs-plaisanciers des Courtils a collecté les noms des différents lieux-dits de la côte colombanaise associés à cette activité de pêche, en voici la liste et leur localisation sur la carte marine de ce coin de la Côte d'Émeraude.
| Le havre de Rothéneuf L'île Esnau L'étang du Lupin La grève des Mites Les dunes des Nielles L'ïle Besnard Le goulet du Hâvre Le cellier Rudet Les cônes à la Vache La tête à la Vache La plage de velours Le petit chevret Le grand chevret Les Haurets La basse aux chiens La tourelle de Rochefort La basse à Rollo La basse à Capelle La plage des Chevrets Mielpot ou Nielport Les trois Herponts Les trois rivières petite et grande La roche aux chats Les Tombriaux La caille La moullière | La pointe du Meinga La Basse du Meinga Le décollé Le refuge Le grand perchis Le petit perchis La colombière La chartée de pierres Pointe des courtils L'anse des courtils Les tintiaux La moulière Le mulot La basse aux couillons Le petit tintiaux La basse à Talva Le grand tintiaux Le tintiaux de l'Est Le grand Cadin Le bouton du Cadin Le petit Cadin La plage du port La pointe du port La pointe des petits nez | La plage de la Touesse La Pierre Leroux Les blots La pointe des grands nez L'oreille Chapet Dont Herry La fontenelle L'anse Margot La huppe La cabane à Roupépé La plage du Guesclin Roches à l'évêque Basse à l'évêque Roche plate Roche ronde Fouillante Linette Plage de Linette Pointe du Bert Fort du Guesclin Mare à bigorneaux Grand côtière Les jumelles Pointe du Nid La basse du petit port |  |
| --- | --- | --- |  |

### Hydrographie
Pour un article plus général, voir Réseau hydrographique d'Ille-et-Vilaine.
La commune est située dans le bassin Loire-Bretagne. Elle est drainée par le ruisseau de Grichaud, le ruisseau de la Sablière, le ruisseau de la Trinité, le ruisseau de Rocmel et le ruisseau de Sainte-Suzanne,,.

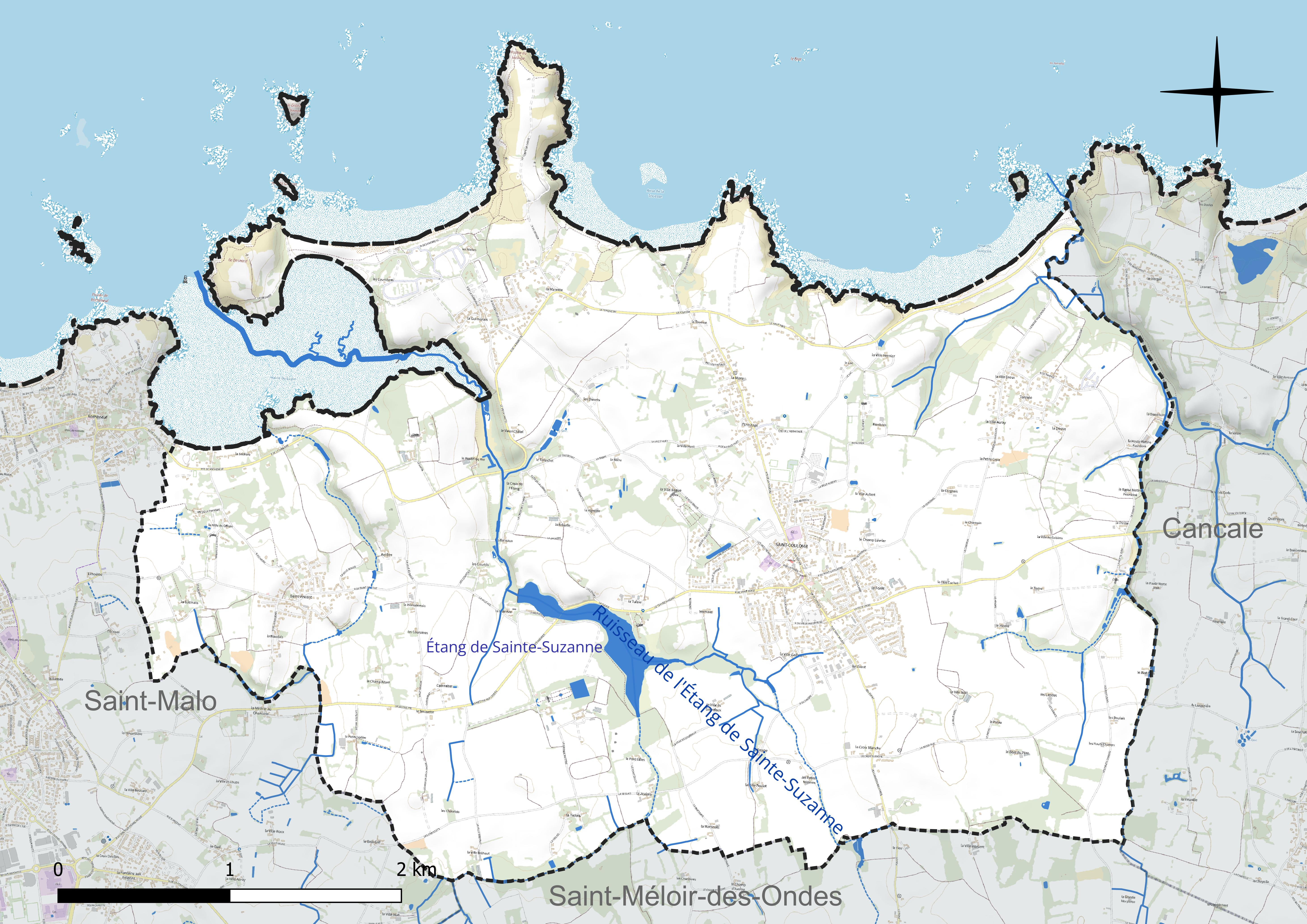
Réseau hydrographique de Saint-Coulomb.

Un plan d'eau complète le réseau hydrographique : l'étang de Sainte-Suzanne (13,06 ha),.

### Climat
Pour des articles plus généraux, voir Climat de la Bretagne et Climat d'Ille-et-Vilaine.
En 2010, le climat de la commune est de type climat océanique franc, selon une étude du CNRS s'appuyant sur une série de données couvrant la période 1971-2000. En 2020, Météo-France publie une typologie des climats de la France métropolitaine dans laquelle la commune est exposée à un climat océanique et est dans la région climatique  Bretagne orientale et méridionale, Pays nantais, Vendée, caractérisée par une faible pluviométrie en été et une bonne insolation. Parallèlement l'observatoire de l'environnement en Bretagne publie en 2020 un zonage climatique de la région Bretagne, s'appuyant sur des données de Météo-France de 2009. La commune est, selon ce zonage, dans la zone « Littoral doux », exposée à un climat venté avec des étés cléments.  
Pour la période 1971-2000, la température annuelle moyenne est de 11,3 °C, avec une amplitude thermique annuelle de 11,7 °C. Le cumul annuel moyen de précipitations est de 718 mm, avec 12,2 jours de précipitations en janvier et 6,7 jours en juillet. Pour la période 1991-2020, la température moyenne annuelle observée sur la station météorologique la plus proche, située sur la commune de Pleurtuit à 15 km à vol d'oiseau, est de 11,9 °C et le cumul annuel moyen de précipitations est de 752,0 mm,. Pour l'avenir, les paramètres climatiques de la commune estimés pour 2050 selon différents scénarios d'émission de gaz à effet de serre sont consultables sur un site dédié publié par Météo-France en novembre 2022.

### Transport en commun
La gare SNCF la plus proche est celle de Saint-Malo. Elle est facile d'accès via les transports en commun, avec la ligne 5 du réseau MAT, compter une vingtaine de minutes pour faire Saint-Coulomb vers Gares - Quai K.
L'aéroport le plus proche se situe sur la commune de Pleurtuit à proximité de Dinard. Il se trouve à environ 20 km de Saint-Coulomb.
La commune de Saint-Coulomb est desservie par le réseau MAT Malo Agglo Transports et le réseau BreizhGo avec les lignes 5 et 9 pour le réseau MAT et la ligne 17 été pour le réseau BreizhGo. Saint-Coulomb possède aussi des lignes de cars scolaire pour les collèges de Cancale ainsi que les collèges et lycées de Saint-Malo, ils sont opérés par le réseau MAT.

## Urbanisme

### Typologie
Au 1er janvier 2024, Saint-Coulomb est catégorisée bourg rural, selon la nouvelle grille communale de densité à sept niveaux définie par l'Insee en 2022.
Elle est située hors unité urbaine. Par ailleurs la commune fait partie de l'aire d'attraction de Saint-Malo, dont elle est une commune de la couronne,. Cette aire, qui regroupe 35 communes, est catégorisée dans les aires de 50 000 à moins de 200 000 habitants,.
La commune, bordée par la Manche, est également une commune littorale au sens de la loi du 3 janvier 1986, dite loi littoral. Des dispositions spécifiques d'urbanisme s'y appliquent dès lors afin de préserver les espaces naturels, les sites, les paysages et l'équilibre écologique du littoral, tel le principe d'inconstructibilité, en dehors des espaces urbanisés, sur la bande littorale des 100 mètres, ou plus si le plan local d'urbanisme le prévoit.

### Occupation des sols
L'occupation des sols de la commune, telle qu'elle ressort de la base de données européenne d'occupation biophysique des sols Corine Land Cover (CLC), est marquée par l'importance des territoires agricoles (85,8 % en 2018), en diminution par rapport à 1990 (89,7 %). La répartition détaillée en 2018 est la suivante : 
terres arables (54,3 %), zones agricoles hétérogènes (26,2 %), zones urbanisées (8,6 %), prairies (5,4 %), milieux à végétation arbustive et/ou herbacée (2,6 %), espaces verts artificialisés, non agricoles (1,7 %), forêts (0,6 %), zones humides côtières (0,5 %), eaux maritimes (0,2 %). L'évolution de l'occupation des sols de la commune et de ses infrastructures peut être observée sur les différentes représentations cartographiques du territoire : la carte de Cassini (XVIIIe siècle), la carte d'état-major (1820-1866) et les cartes ou photos aériennes de l'IGN pour la période actuelle (1950 à aujourd'hui).

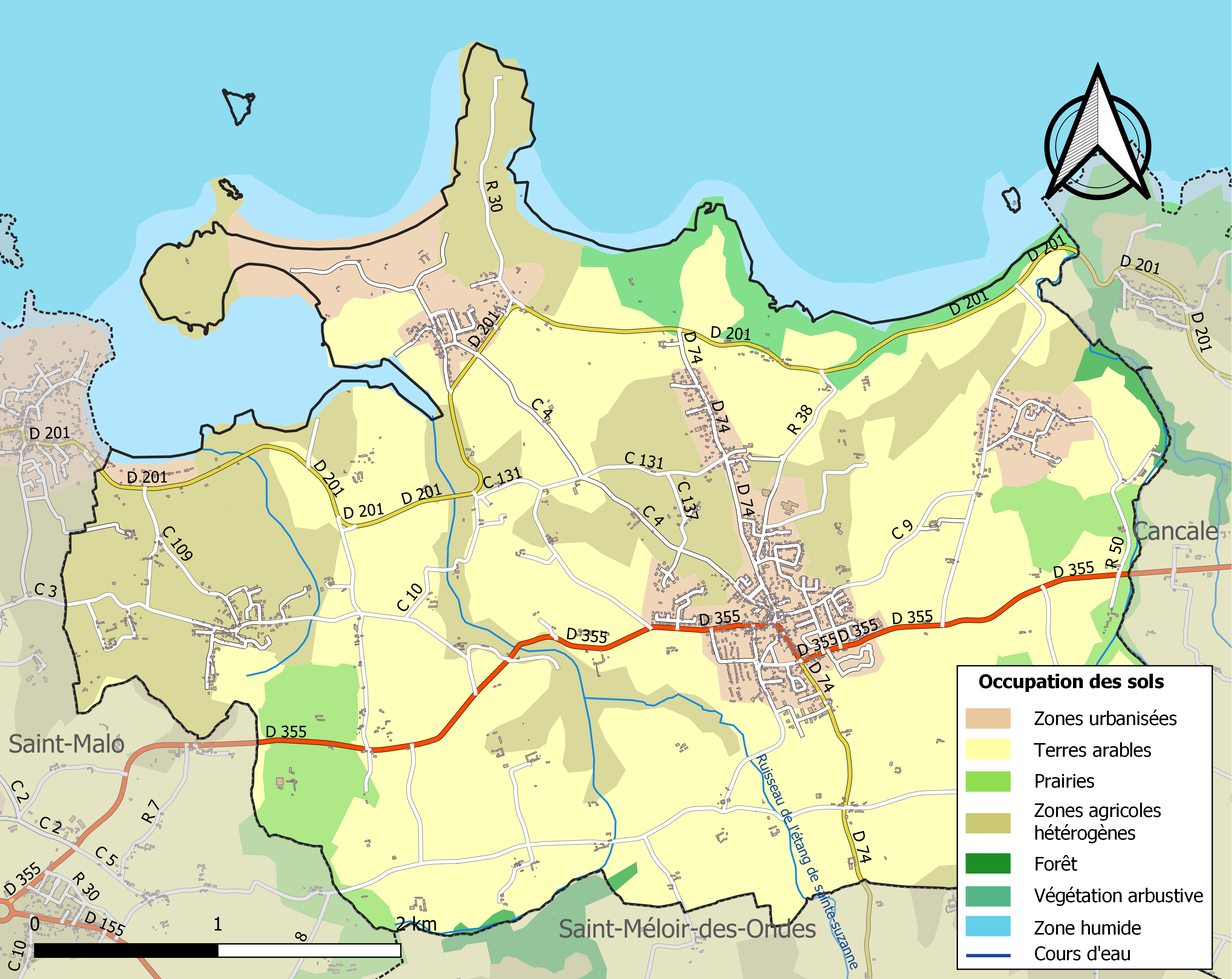
Carte des infrastructures et de l'occupation des sols de la commune en 2018 (CLC).

## Toponymie
Le nom de la localité est attesté sous les formes Sancti Columbani au XIe siècle, Saint-Coulomp en 1418, Saint-Coulumb en 1474, Saint-Coullomb et Sainct-Coulon en 1513, Saint-Coulon au XVIIIe siècle.
Le toponyme dérive du nom du patron de la paroisse, Colomban de Luxeuil, qui aurait débarqué sur ses rives dans les années 580-590.
Durant la Révolution, la commune porte le nom de Coulomb-Rocher.
Le gentilé est Colombanais.

## Histoire

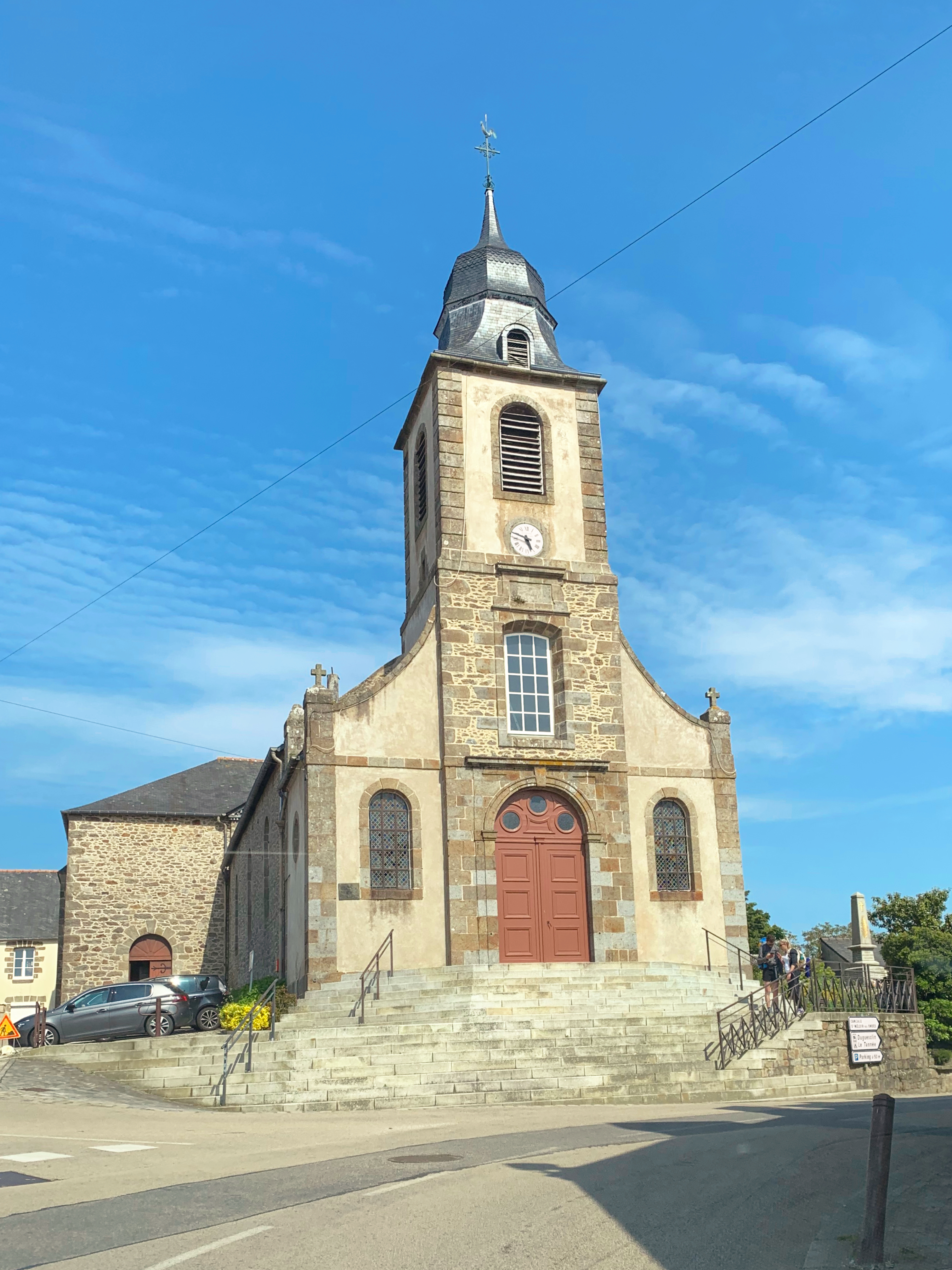
L'église Saint-Colomban.

### Moyen Âge
La paroisse de Saint-Coulomb, enclavée dans l'évêché de Saint-Malo, faisait partie du doyenné de Bobital relevant de l'évêché de Dol et avait pour vocable Saint-Colomban. Accompagné de douze moines, Colomban de Luxeuil traverse la Manche et accoste soit sur la grève du Guesclin, soit quelques centaines de mètres plus à l'ouest, à l'anse Margot. Une croix est érigée à sa mémoire.
Le plus ancien moulin à marée breton connu est celui du Lupin, situé au fond du havre de Rothéneuf, cité en 1181 (mais il a disparu).

### Temps modernes
Sous l'Ancien Régime, le lieu-dit la Mare et plus tard la Mare-Ferron, aujourd'hui rattaché à la commune de Miniac-Morvan, dépendait de la paroisse Saint-Coulomb[réf. nécessaire]. Il s'y trouvait le prieuré Saint-Colomban de la Mare, appartenant aux religieux de l'abbaye Notre-Dame du Tronchet. Ces religieux possédaient également sur la paroisse le prieuré Saint-Nicolas du Vieux-Chastel.

## Population et société

### Démographie
L'évolution du nombre d'habitants est connue à travers les recensements de la population effectués dans la commune depuis 1793. Pour les communes de moins de 10 000 habitants, une enquête de recensement portant sur toute la population est réalisée tous les cinq ans, les populations de référence des années intermédiaires étant quant à elles estimées par interpolation ou extrapolation. Pour la commune, le premier recensement exhaustif entrant dans le cadre du nouveau dispositif a été réalisé en 2006.
En 2022, la commune comptait 2 970 habitants, en évolution de +11,07 % par rapport à 2016 (Ille-et-Vilaine : +5,46 %, France hors Mayotte : +2,11 %).
| 1793  | 1800  | 1806  | 1821  | 1831  | 1836  | 1841  | 1846  | 1851  |
| ----- | ----- | ----- | ----- | ----- | ----- | ----- | ----- | ----- |
| 1 700 | 1 751 | 1 723 | 2 030 | 2 209 | 2 114 | 2 091 | 2 098 | 2 103 |

| 1856  | 1861  | 1866  | 1872  | 1876  | 1881  | 1886  | 1891  | 1896  |
| ----- | ----- | ----- | ----- | ----- | ----- | ----- | ----- | ----- |
| 2 140 | 2 155 | 2 173 | 2 080 | 2 146 | 2 056 | 2 028 | 2 046 | 2 008 |

| 1901  | 1906  | 1911  | 1921  | 1926  | 1931  | 1936  | 1946  | 1954  |
| ----- | ----- | ----- | ----- | ----- | ----- | ----- | ----- | ----- |
| 2 007 | 2 143 | 2 052 | 1 878 | 1 837 | 1 778 | 1 669 | 1 675 | 1 669 |

| 1962  | 1968  | 1975  | 1982  | 1990  | 1999  | 2006  | 2011  | 2016  |
| ----- | ----- | ----- | ----- | ----- | ----- | ----- | ----- | ----- |
| 1 694 | 1 542 | 1 611 | 1 746 | 1 938 | 2 168 | 2 306 | 2 509 | 2 674 |

| 2021  | 2022  | - | - | - | - | - | - | - |
| ----- | ----- | - | - | - | - | - | - | - |
| 2 920 | 2 970 | - | - | - | - | - | - | - |

## Culture locale et patrimoine

### Lieux et monuments
Saint-Coulomb contient dix monuments historiques et 227 bâtiments inventoriés.

#### Château de la Motte-Jean,XVIIesiècle
La Motte-Jean est construite sous une terrasse haute de deux mètres à l'ouest, qui correspond à l'emplacement d'une forteresse de Du Guesclin. Dans cette forteresse étaient cantonnées les troupes qui surveillaient la côte de la baie du mont Saint-Michel au Fort-la-Latte.
Le château est un exemple de la recherche des creux de terrains par les corsaires et les armateurs de Saint-Malo pour y installer leurs maisons de campagne à l'abri des vents de noroît. Ainsi, seuls les toits émergent des champs depuis la disparition des allées plantées aux quatre points cardinaux, les rabines.
La Motte-Jean a servi de modèle à la Giclais construite cinquante ans plus tard à Saint-Servan.
À l'intérieur subsistent un escalier Renaissance avec une très belle rampe en bois sculpté, des boiseries, une vaste cuisine à four monumental, de grandes pièces avec poutres et solives sculptées gothiques et de belles cheminées en granit.
Pendant la Révolution, un hôpital militaire est installé à la Motte-Jean, ce qui permet aux dames Grout de Beauvais, qui n'ont pas suivi leur mari et père en émigration à Jersey, d'accueillir les agents royaux arrivant et partant pour l'Angleterre depuis l'anse du Guesclin.
En 1794, la chapelle de la Trinité est le tombeau des 300 victimes de la Carmagnole à Cancale.[réf. nécessaire]
L'ancienne forteresse peut aujourd'hui être visitée lors des Journées du patrimoine.

#### La côte, les plages

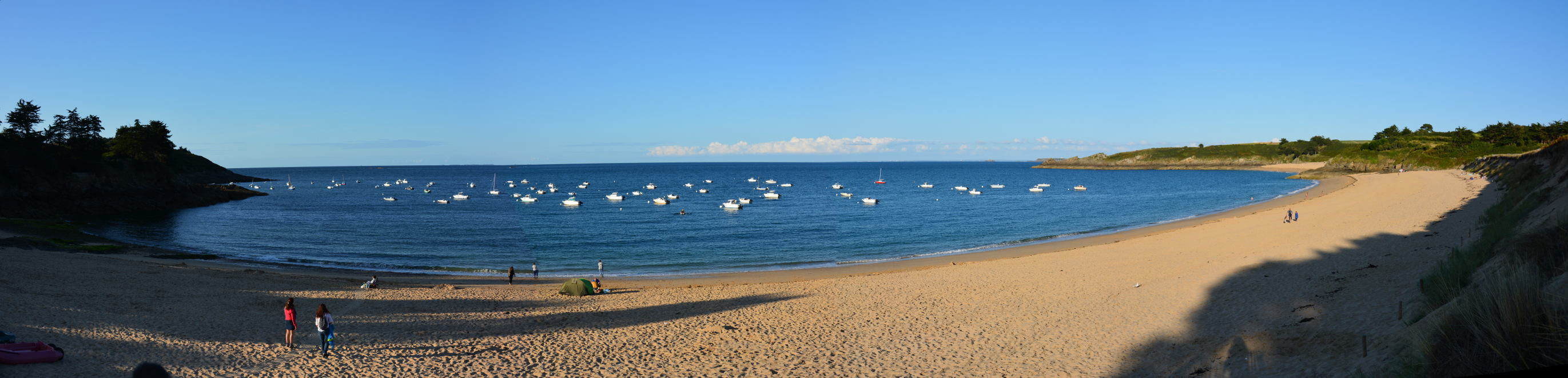
La plage du Port.

Quatre plages occupent le littoral de la commune. D'ouest en est, il s'agit de :
- la plage des Chevrets, bordée par l'important camping de la Guimorais. La pratique du naturisme est tolérée dans sa partie orientale ;
- la plage du Port ;
- la plage de la Touesse, aussi appelée Roz-Ven (du nom du manoir qui la surplombe) ;
- l'anse du Guesclin, avec le fort du Guesclin, sur un îlot à l'est de la plage.

Entre les Chevrets et la plage du Port, la pointe du Meinga s'enfonce dans la mer sur deux kilomètres. Elle permet d'offrir un panorama pittoresque sur l'ensemble de la Côte d'Émeraude, depuis le cap Fréhel jusqu'au Cotentin. C'est, avec la pointe du Grouin située à Cancale, l'un des rares sites de la côte permettant de voir à la fois trois départements : les Côtes-d'Armor, l'Ille-et-Vilaine et la Manche.

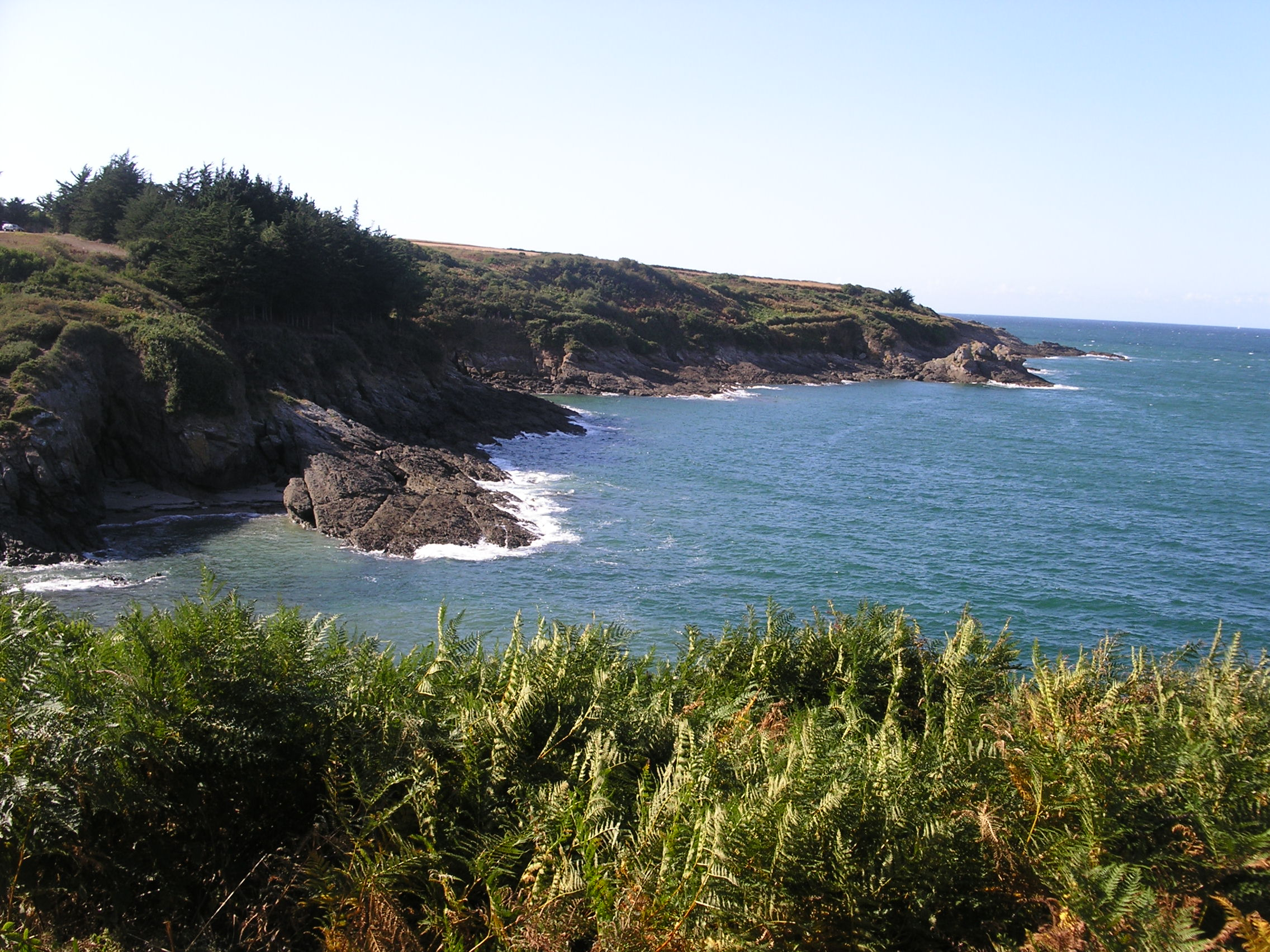
Vue depuis le chemin des Douaniers.
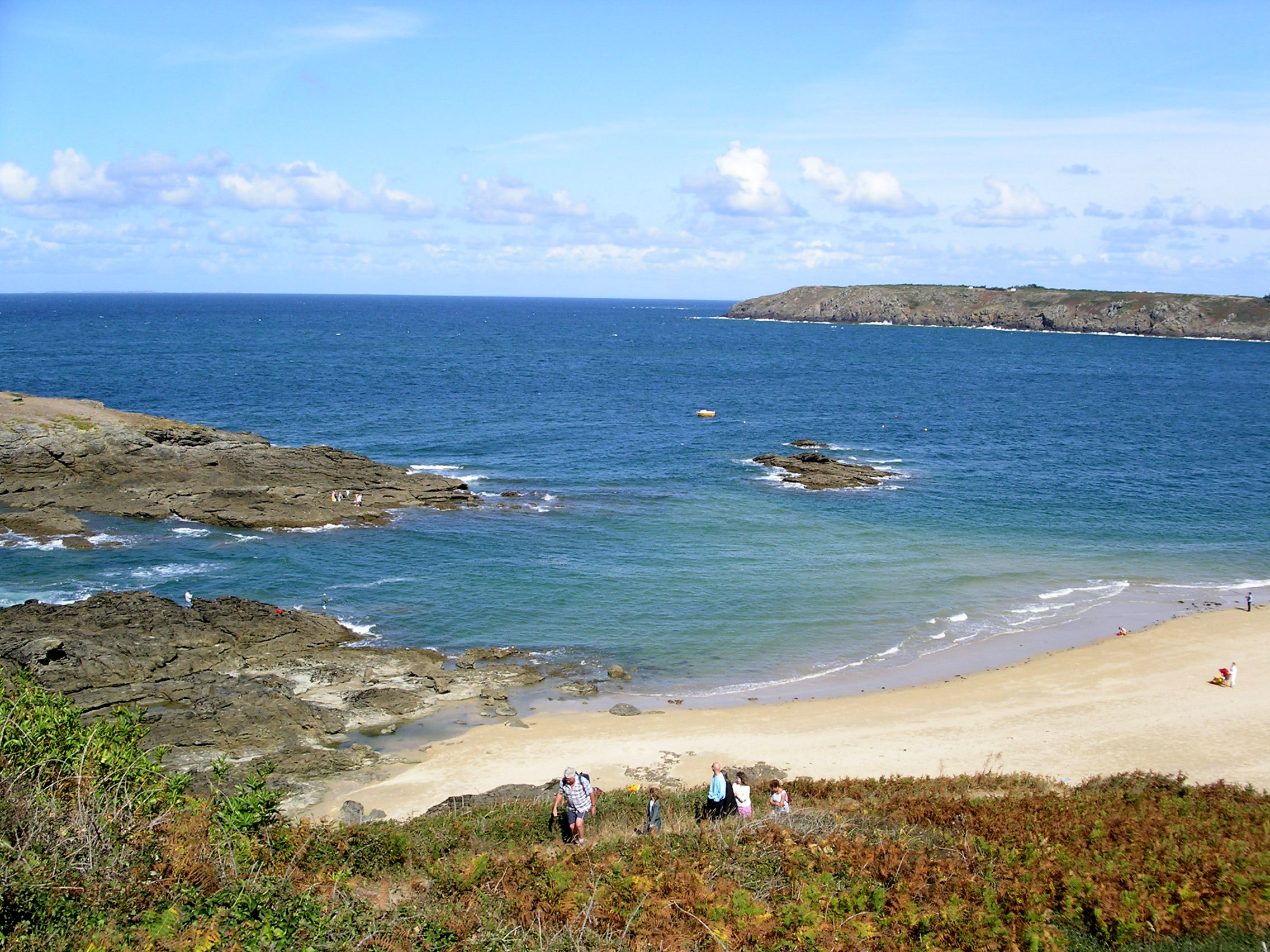
Le chemin des Douaniers, la plage des Chevrets.
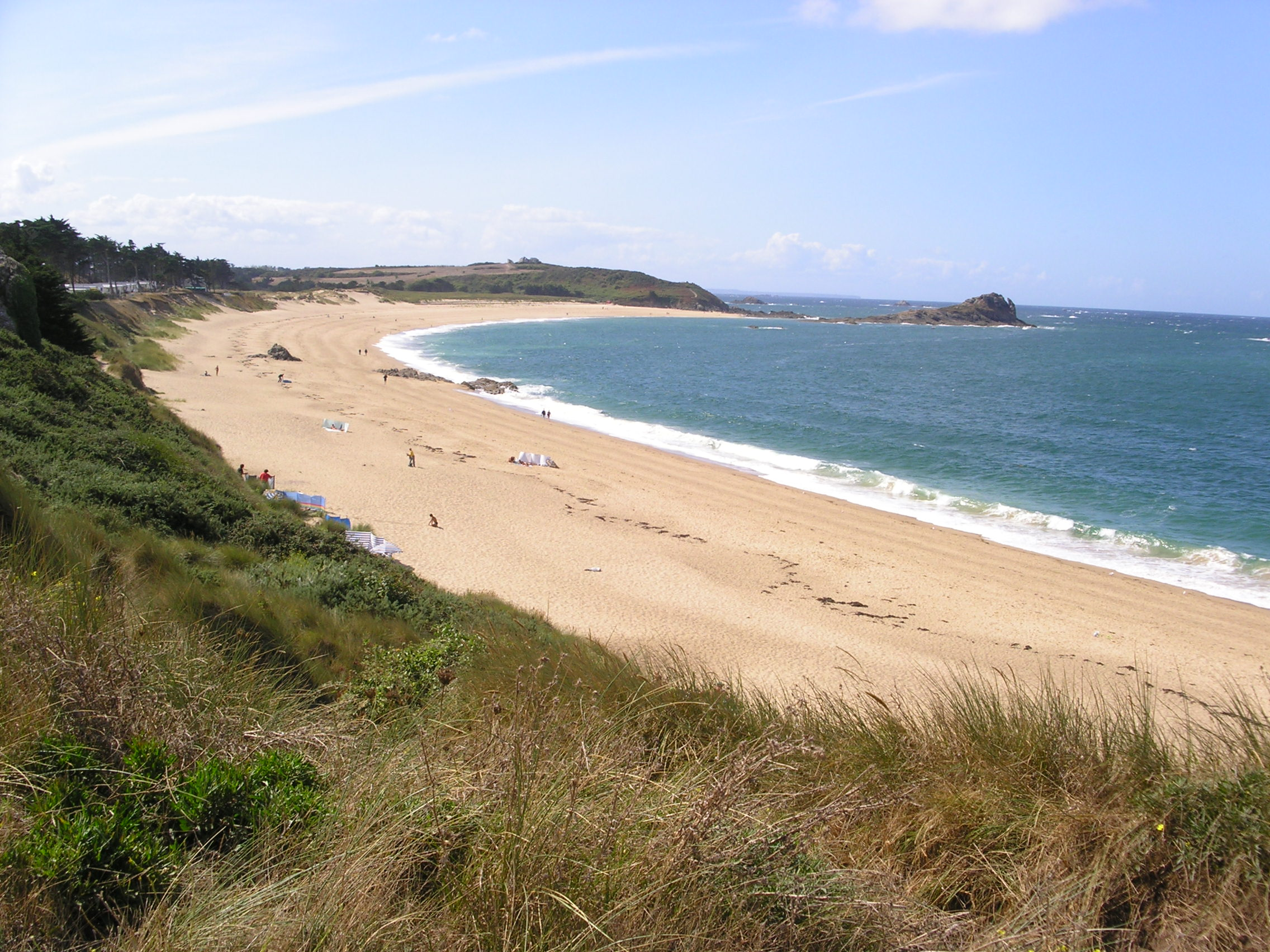
La plage des Chevrets.
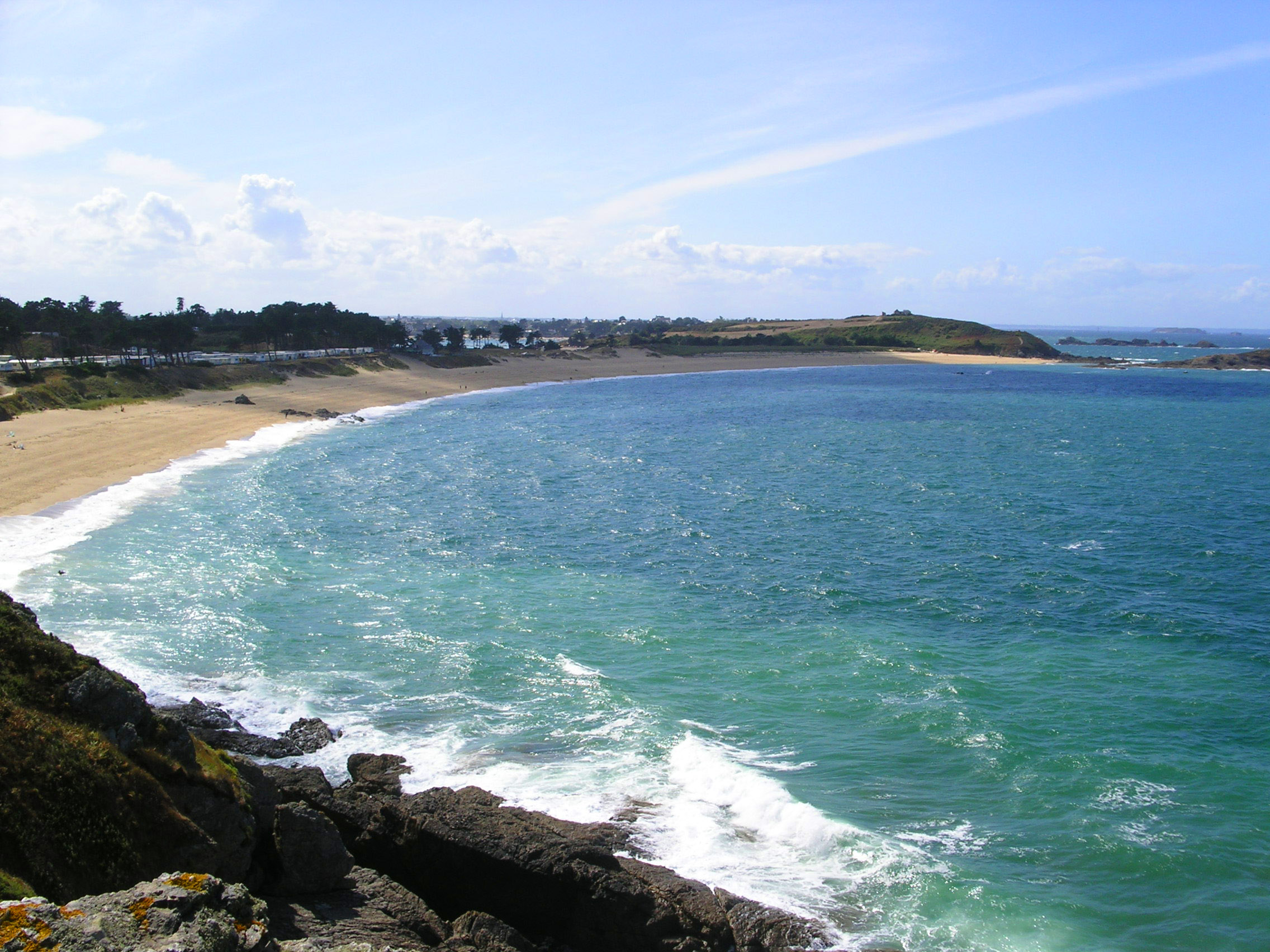
La plage des Chevrets.
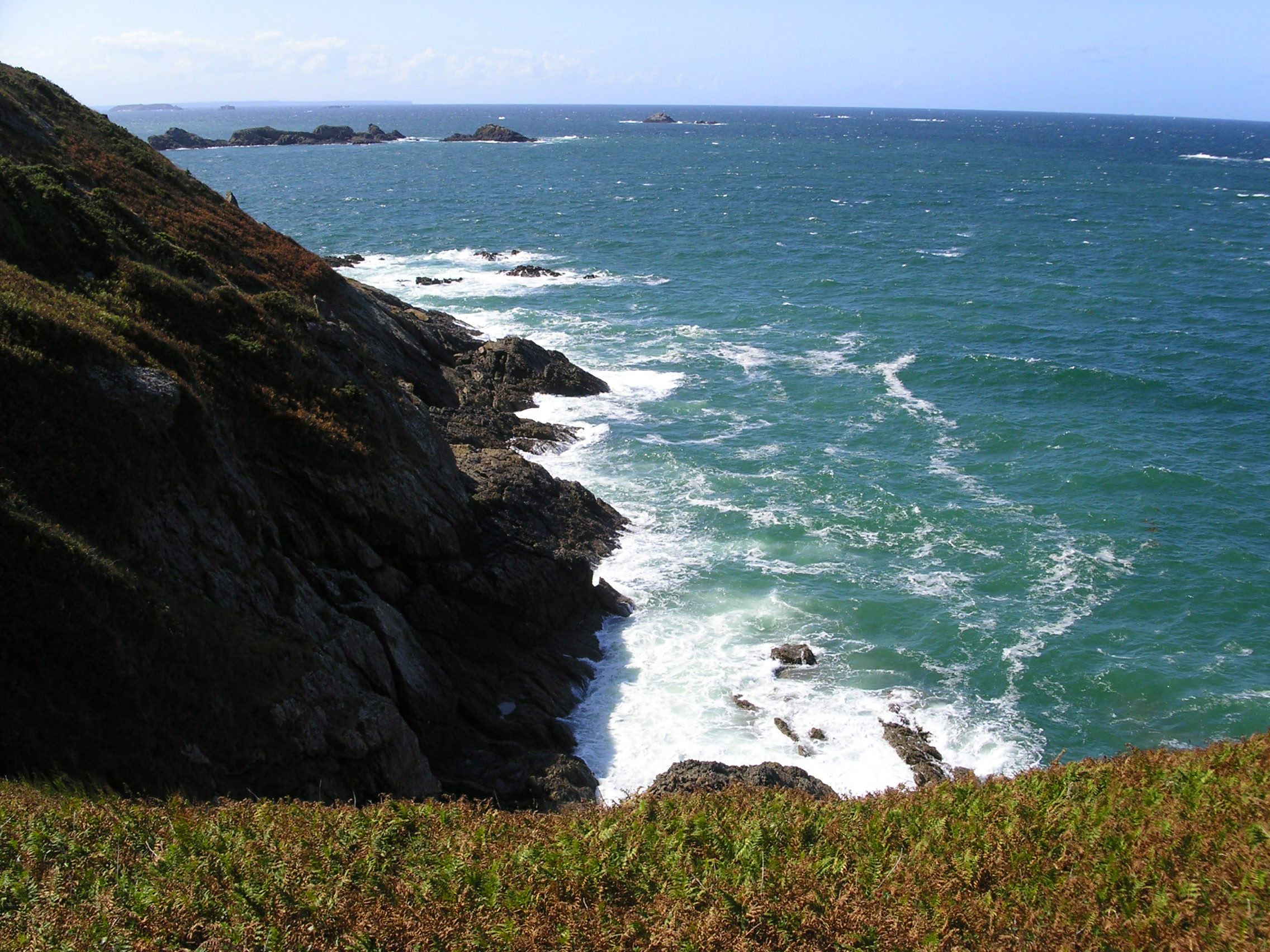
La côte escarpée typique de la région.
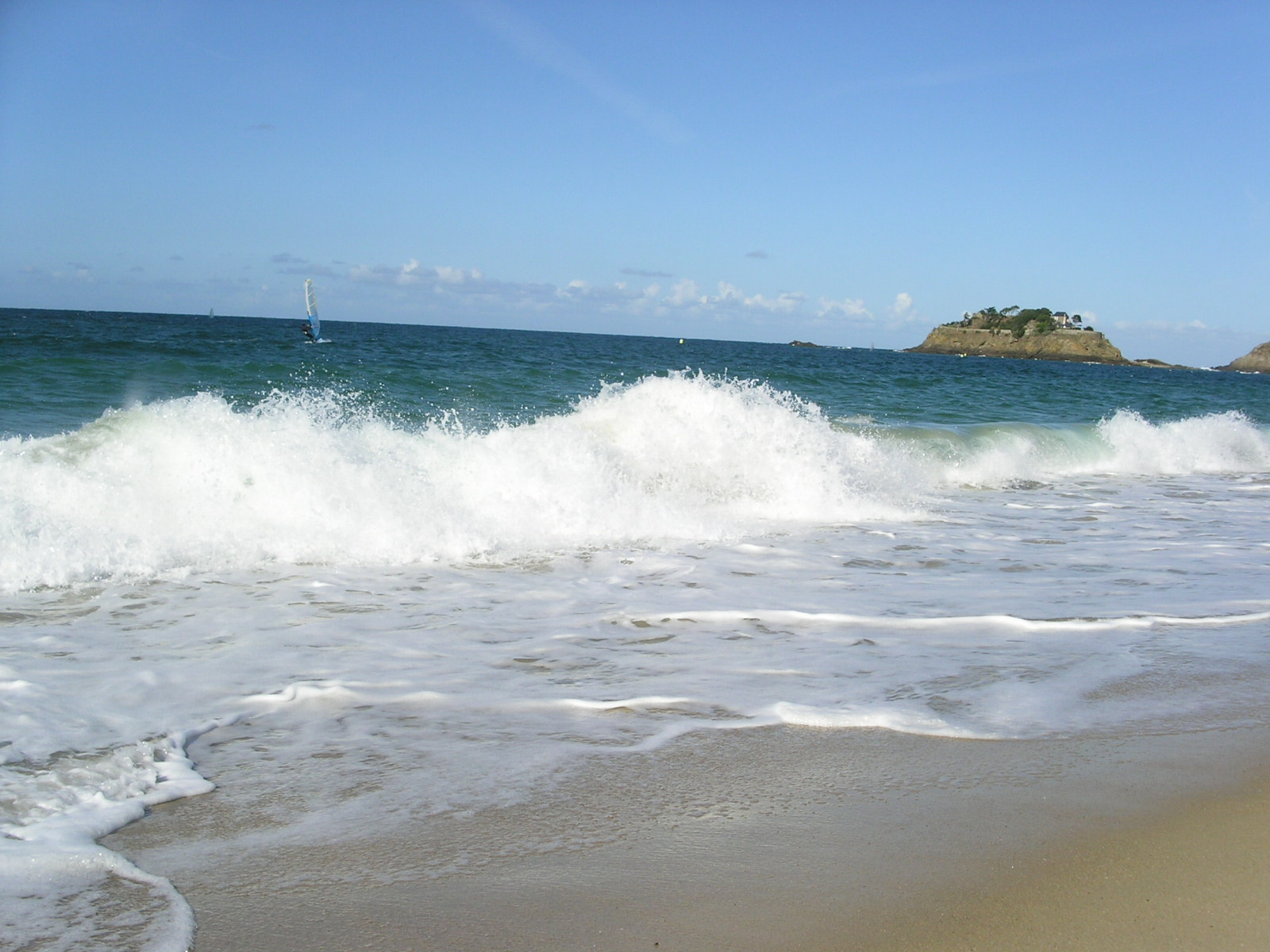
La plage du Guesclin avec le fort au fond.

#### Malouinières

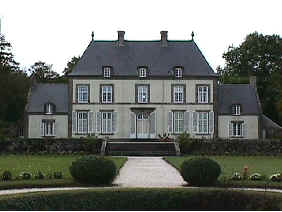
Malouinière de la Mettrie-aux-Louëts.

- La Ville Bague[34]
- Malouinière Les Barreaux
- La Mettrie aux Louëts[35]
- Les Courtils-Launay
- La Motte aux Chauff[36]
- La Grande Gâtinais
- Le Lupin[37]
- La Ville Azé
- La Fosse-Hingant
- La Ville-ès-Offrans[38]
- Villa Roz-Ven
- La Ville-es-Treux[39]
- La Motte-Jean[40]
- Malouinière Le Tangon

#### Le Plessis-Bertrand
Le Plessis-Bertrand est un ancien château fort du XIIIe siècle. Il est situé sur la route entre Saint-Coulomb et Saint-Méloir-des-Ondes. Il a été construit en 1259 par l'arrière-arrière-grand-père de Bertrand du Guesclin pour remplacer l'ancien château du Guesclin. Trois tours portaient autrefois les noms de tours de l'Aigle, du Capitaine et du Guesclin. Il possédait un colombier et une chapelle privée. Ce château est pris en 1387 par les partisans d'Olivier de Clisson dans sa lutte contre le duc Jean IV, et en 1589 par le duc de Mercœur. Le maréchal de Brissac l'attaque pour le roi en 1597 et en 1598 : le château capitule et il est démantelé par ordre d'Henri IV. Le Plessis-Bertrand avait jadis un droit de haute justice, raison pour laquelle on voyait en ces temps là, les cep et collierde cette seigneurie dans le bourg de Paramé ainsi que ceux de Saint Coulomb, et la seigneurie de Vau Salmon exerçait devant son son auditoire, droit de quintaine. La Tremblaye est tué le 8 septembre 1597 par une balle de mousquet tirée du château lors du siège du Plessis-Bertrand.

#### Autres lieux et bâtiment

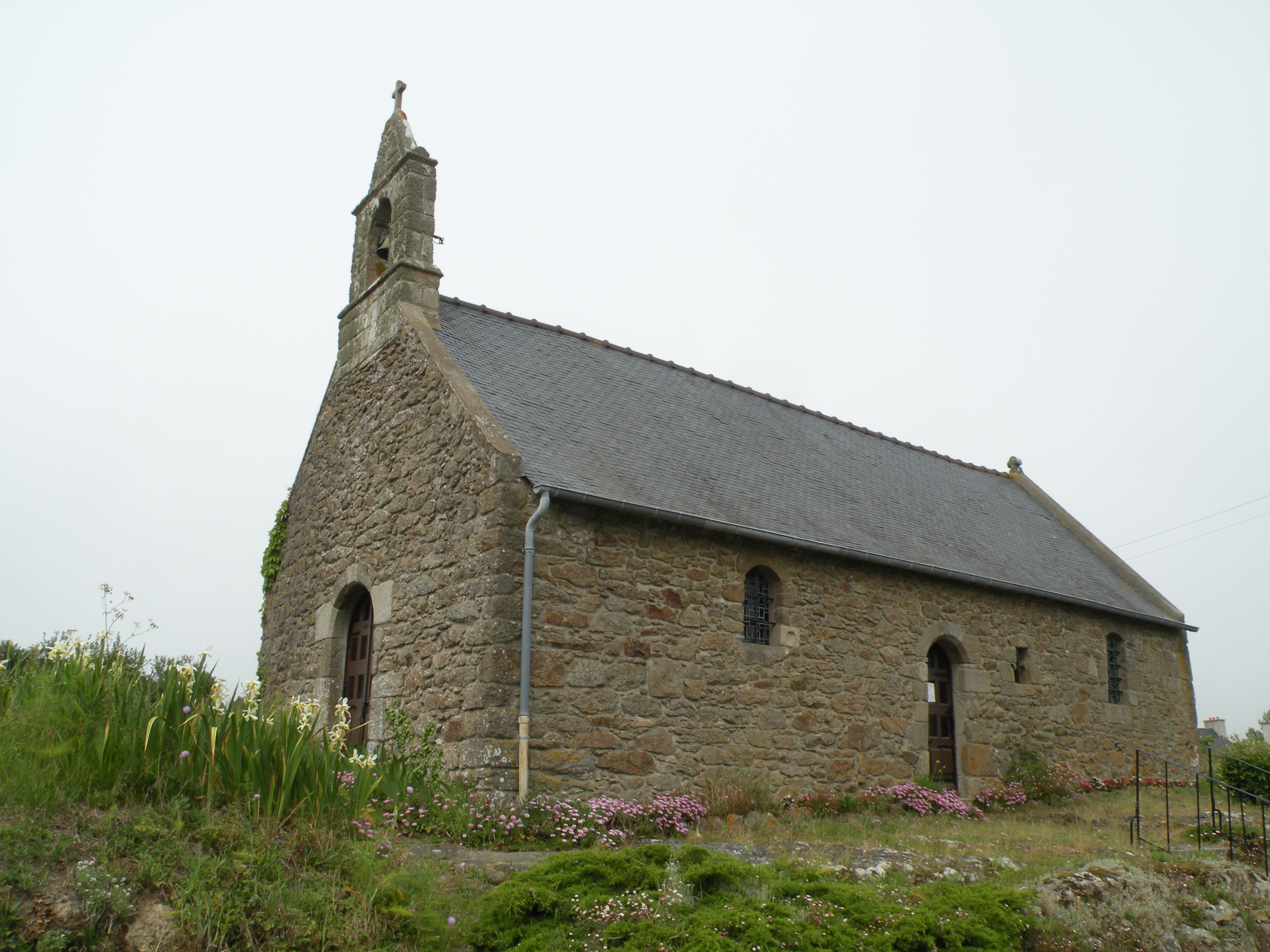
La chapelle Saint-Vincent, entre le bourg et Rothéneuf.

- L'ancien prieuré Saint-Nicolas du Vieux-Chastel, aujourd'hui disparu, possédait un moulin à vent. Il tirait vraisemblablement son nom d'une antique forteresse détruite dans des temps anciens. Il y avait également en ces lieux, une chapelle sous le vocable Saint-Nicolas, possession au XIIIe siècle de l'abbaye Notre-Dame du Tronchet, ainsi que le village voisin de la Ville-Ernoul. L'abbé Pierre Mahé échangea le moulin et le fief de la Ville-Ernoul, vers 1277 avec Pierre du Guesclin, contre une rente perpétuelle s'élevant à quatre mines de froment[43]. En 1685, le prieuré appartient toujours à l'abbaye du Tronchet. La chapelle est toujours entretenue en 1782, elle est vendue comme bien national en 1795, puis rasée.

Chapelles aujourd'hui disparues :
- chapelle Sainte-Suzanne (mentionnée en 1655, vendue en 1795),
- chapelle Saint-Barthélemy (elle figure dans un aveu de juin 1418 et en 1688),
- chapelle Saint-Nicolas (dans le prieuré du Vieux-Chastel),
- chapelle Saint-Thomas du Plessis-Bertrand (édifice fort ancien et détruit de longue date),
- chapelle de la Motte-aux-Chauff (existante en 1666),
- chapelle du Biot ou Beau-Bois ou encore Biaubois (existante en 1291 et reconstruite en 1663),
- chapelle aux Hautgeards.

### Personnalités liées à la commune
- Colomban de Luxeuil (543-615), moine irlandais qui serait passé par Saint-Coulomb avant de devenir abbé de l'abbaye de Luxeuil et dont la crosse abbatiale illustre le blason colombanais. Une croix est élevée sur la dune de la plage du Guesclin où il aurait débarqué avec douze compagnons en 590.
- La famille de Bertrand du Guesclin (1320-1380).
- Olivier-François Ameline (1862 à Saint-Coulomb-1935), député et industriel sous la Troisième République.
- Colette (1873-1954), romancière, y posséda la villa Roz Ven[44].
- Tania Balachova, (1902-1973), femme de théâtre, fréquentait le camping de La Guimorais[45]. Elle est inhumée au cimetière de Saint-Coulomb[46].
- Marie Dubois (1915-1945), née à Saint-Coulomb, résistante française, morte en déportation.
- Léo Ferré (1916-1993), chanteur, qui séjourna au fort du Guesclin.
- Francis Bouygues (1922-1993), industriel du BTP, y est décédé. Outre sa propriété, il y avait faire construire quatre maisons, une pour chacun de ses enfants[47].
- Hervé Baslé (1938-2019), réalisateur et scénariste, y est né et décédé.

### Saint-Coulomb dans les arts
- Le bord de mer a été peint par Raymond Feuillatte (1901-1971).
- Le village a servi de décors au film Armageddon de Michael Bay en 1998.

### Héraldique
| Blason de Saint-Coulomb | Blasonnement : de sinople à la croix de sable chargée d'une crosse abbatiale d'argent, cantonnée de quatre malouinières d'or, ouvertes ajourées et essorées de sable. Il s'agit d'armes à enquerre. On retrouve ce blason sur le drapeau de la commune de Saint-Coulomb. |  |